# Naissance en 1295
Naissance
- 1291
- 1292
- 1293
- 1294
- 1295
- 1296
- 1297
- 1298
- 1299

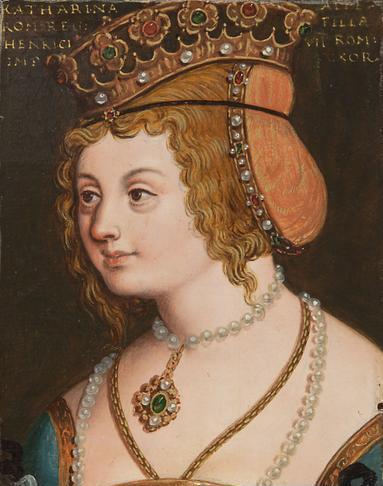
Catherine de Habsbourg, née en 1295.

Cette page dresse une liste de personnalités nées au cours de l'année 1295 :
- mai[1] : Zein Pun, courtisan du palais de Martaban qui s'empara du trône d'Hanthawaddy en 1331, après la mort du roi Saw Zein sur le champ de bataille de Prome.

- Eudes IV de Bourgogne, duc de Bourgogne, comte de Bourgogne et comte d'Artois.
- Béatrix de Bretagne, dame de Laval, Vitré et de Hédé.
- Guillaume de Digulleville, moine et poète français.
- Jeanne de Flandre, dite Jeanne la Flamme, duchesse de Bretagne.
- Catherine de Habsbourg,  duchesse consort de Calabre.
- Jean III de Dreux, comte de Dreux.
- Takatsukasa Fuyunori, noble de cour japonais (kugyō) de l'époque de Kamakura.
- Thokmé Zangpo, maître du bouddhisme tibétain.

date incertaine (vers 1295)
- Édouard Ier de Bar, comte de Bar.
- Renaud II de Gueldre, duc de Gueldre et comte de Zutphen.
- Henri III de Virnebourg, prince-évêque de Mayence.
- Henri Suso, religieux catholique connu pour avoir répandu la mystique rhénane de Maître Eckhart avec Jean Tauler et proclamé bienheureux de l'Église catholique.

## Crédit d'auteurs
- Cet article est partiellement ou en totalité issu de l'article intitulé « 1295 » (voir la liste des auteurs).